# 実況パワフルプロ野球14
『実況パワフルプロ野球14』（じっきょうパワフルプロやきゅう14）は、2007年7月19日にコナミデジタルエンタテインメントから発売されたPS2用野球ゲームソフト。本記事では同日発売のWii用ゲームソフト『実況パワフルプロ野球Wii』およびそれぞれの決定版である『実況パワフルプロ野球14決定版』『実況パワフルプロ野球Wii決定版』についても記述する。

## 概要
実況パワフルプロ野球シリーズの14作目で、PS2としては8作目。PlayStation Portable用の『実況パワフルプロ野球ポータブル2』とのデータのやり取りが可能。パワプロ14の選手をパワポタ2に送ったり、パワポタ2・パワポタ3の応援曲をパワプロ14に送ったりすることができる。

### パワプロWii
Wii初のパワプロシリーズ。オリジナル要素として、WiiリモコンとMiiを利用した「リモパワ」を搭載している。なお、サードパーティ製のソフトでMiiに対応したのは本作で2本目である。
ワイド表示（16:9）には対応しているが、一部パワプロ14とグラフィックを共通仕様にした影響で4:3表示でないと不具合が発生する場合がある。プログレッシブ出力には対応していない。ドルビープロロジック2のサラウンド出力に対応している。
PS2・GC同時発売時代（パワプロ9-12）同様、パワプロ14やPSP『実況パワフルプロ野球ポータブル2』などで出力されるオリジナル選手や応援曲のパスワードに非対応であるほか、従来は使用可能であった任天堂携帯ゲーム機作品の『パワプロクンポケット9』や『あつまれ!パワプロクンのDS甲子園』のパスワードにも対応していない（GC版『実況パワフルプロ野球12』の「応援曲作成モード」で作った応援歌のパスワードには対応している）が、Wii決定版は『パワプロクンポケット10』のパスワードに対応している（超特殊能力には対応していない）。

## モード
対戦
プロ野球12チームまたは自分で作成したアレンジチームから1チーム選び、シュチュエーションを自由に決めて対戦する（1P対2P、1P対COM、COM対COMの観戦も可能）。
サクセス
『プロ野球 スター★街道』と『栄冠ナイン 目指せ名門野球部!』の2種類がある。
決定版では、『ドリームJAPAN～世界の頂点へ～』編が追加されている。
ペナント
最長20年プレイ可能。ドラフトで新人を、FAでFA宣言した選手を獲得することができる。新外国人選手も獲得できる。
現実と同様のクライマックスシリーズを導入可能。
マイライフ
5種類のモードがプレイできる。
優勝請負人編
他球団から入団した助っ人として優勝を目指す。1年限り。
引退の花道編
プロ野球人生最後の1年をプレイ。
憧れ現役選手編
実在する好きなプロ野球選手1人になりきってプレイ。最大20年プレイ可能。
プレイングマネージャーの古田敦也を選んだ場合、監督采配もする事になるが、最大2年しかプレイできない。
プロ野球人生編
プロ入団から引退までの人生がプレイできる。最大20年プレイ可能。
オリジナル選手編
サクセスモードで作成したオリジナル選手を使用してプレイ。最大20年プレイ可能。
ホームラン競争
ホームランを多く打てばごほうび選手を取得。100本連続でホームランを撃つと、全ごほうび選手を一気に獲得可能。
野球教室
コーチが投打走守を練習させてくれる。
応援曲作成
オリジナルの応援曲が作れる（今回から16小節までの作成が可能）。
パワプロ通信
オンラインで対戦ができる。パワプロ14では2008年11月28日、パワプロWiiでは2014年5月20日にサービス終了。
パワプロWiiではニンテンドーWi-Fiコネクションを使用して3ユーザー1組のチーム戦でCPUとオンラインで対戦できる。パワプロ14ユーザーとは対戦ができない。オンライン戦ではそれぞれが「監督」「投手」「捕手」に分かれる。役割に関係なくランダムで協力する人を選んだり、それぞれの役割ごとに協力する人をランダムで選んだり、「居茶家屋」で「名刺」を交換した人から協力する人を選んだりできる。なお、パワプロ14とは異なり「居茶家屋」でのチャットがフレンド登録した相手でないとフリーチャットはできず、それ以外は全て定型文チャットとなる。

### リモパワ
パワプロWiiのみに搭載。Wiiリモコンを振ることで打撃と投球を操作できるモード（守備・走塁はオートだが、リモコンを振ると動きが早くなる）。対戦とホームラン競争が選べる。また、リモパワの対戦限定でWiiの似顔絵チャンネルで作ったMiiを選手として出場させることも可能。Miiで作った選手の能力データは顔によって決まる。対戦終了後には消費したカロリーを表示することができる。

## 実況
- アナウンサー
  - 河路直樹（フリー）
- ウグイス嬢
  - 吉川朋江（セイ）

## サクセスモード
オリジナル選手育成モード。他のナンバリング作品と異なり、従来のサクセスからの世界観が使用するシナリオは「スター街道編」のみである。その他の2サクセスは従来のサクセスから世界観と大きな異なり、固定キャラも存在しない。
「スター街道編」から作成した選手（リセットとオームオーバーによる作成失敗した選手含む）が「栄冠ナイン編」にランダムでイベントキャラとして参加することができ、「栄冠ナイン編」から自チームの卒業生が「スター街道編」にランダムでイベントキャラかチームメイト（そのキャラがプロ入り場合）として参加することがある。

### スター街道編
『パワプロ10』以来のプロ野球編だったが、これまでプロ野球編シナリオの3年制ではなく、1年制（11月第1週から翌年11月第4週までの13ヶ月間）が行われる。また、主人公の所属チームが特定のチームに固定されたのは『パワプロ8』以来。
主要キャラクターについては実況パワフルプロ野球 サクセスモードも参照。なお、パワプロのサクセスシリーズでは最も新しい年代を描いており（前作『パワプロ13』終了時から8年後）、「第一世代」の猪狩守・早川あおいは作中で30歳を迎える。

#### レボリューション・リーグ
レボリューション・リーグ（通称レ・リーグ）は、『パワプロ10』から登場している4球団（頑張パワフルズ、猪狩カイザース、極亜久やんきーズ、キャットハンズ）と、今作から新たに登場した津々家バルカンズ、シャイニングバスターズで構成される、架空のプロ野球リーグである。
リーグの構成、基本ルールは実在するプロ野球と同じ。セ・リーグ同様、指名打者制は導入されていない（パ・リーグ主催の交流戦を除く）が、パ・リーグのプレーオフ制を導入している（発売年（2007年）導入のクライマックスシリーズではなく、前年度のパ・リーグの制度を使用）。また、当時の制度同様、選手トレード期限は6月4週。
スケジュールは2月4週にオープン戦、3月～6月、8月～10月の4週にリーグ公式戦が行われる（5～6月にセ・パ・レ交流戦、7月4週にオールスター）。
公式戦終わって3位以上ならプレーオフ進出、11月1～2週にレ・リーグのプレーオフ戦、11月3～4週にプロ野球日本一決定戦が行われる（日本シリーズと違い、レの優勝チームと、セ・パ12球団の中からの3チームで1試合制トーナメントが行われる）。
登場球団
- 津々家バルカンズ：主人公の所属する球団。
- シャイニングバスターズ：バルカンズと共に参入した新規球団。
- 猪狩カイザース：レ・リーグ最強の球団。
- 頑張パワフルズ：安定感抜群の球団。
- 極亜久やんきーズ：成績はよかったり悪かったり不安定。
- キャットハンズ：オーナー企業が頻繁に変わる不安定な球団。

#### バルカンズのキャラクター
- 友沢・橘・東條・堂城川がトレードで入団することもある。

主人公（パワプロ君）
プレイヤーの分身。開始時で24～25歳。即戦力を期待されて大卒から入団を果たしたが、3年間を2軍で鳴かず飛ばずのまま過ごした。契約を打ち切られそうになり、最後のチャンスとして1年の猶予を与えられる。
矢部明雄（やべ あきお）
お馴染主人公の相棒の外野手。開始時で25歳。主人公と同期入団で、同様の状況にある。俊足が売り。今回は盗塁のセンスに磨きがかかる。
猛田慶次（たけだ けいじ）
『13』～『15』のメインキャラ。外野手。開始時で24歳。主人公と同期入団。実家が工務店を経営している関係で道具の手入れや修理に長けている。東條のスタイルに嫉妬しているが主人公によってバットコントロールに目覚める。
六道聖（ろくどう ひじり）
『13』～『15』のメインキャラ。捕手/一塁手。開始時で25歳。鈍足で非力だが抜群の守備センスを持つ。普段着は着物。超が付くほどの甘党だが体型は気になるようで目分量でカロリーを割り出したり翌日の摂取量分から前借りしたりしている。
勇村武士（いさむら たけし）
初登場の投手。厳つい顔つきに似合わず、コントロールのよさが持ち味。滅多にカタカナ言葉を発さない。
上野良人（うえの よしと）
初登場の二塁手。優しく、良き先輩だが2軍生活が長く、引退の危機に迫られつつある。条件を満たさないと引退する。
フル＝ハート
初登場の一塁手。「人生、成せば成るなり法隆寺」や「豚もおだてりゃオン・ザ・ツリー」など名言なのかどうなのか良く分からない発言をする。ホームランを量産するが三振もリーグトップ。
芦谷翔（あしたに かける）
初登場の投手。昨年の甲子園準優勝校のエースであるが、プレッシャーに非常に弱い。

#### その他の登場人物
鈴本大輔（すずもと だいすけ）
バスターズの投手。初登場のライバル的存在。右投げながら左打者に強く、高いレベルでバランスの取れた能力を誇る。端正な顔立ちと礼儀正しい振る舞いから、劇中では非常に女性ファンが多い。
実は『13』で度々言及されていた六道のバッテリー相手。前作でもザコプロくん（モブキャラ）の姿で登場していた。
その後『2013』では再びザコプロくん姿の坊主頭になるも、依然として女性ファンは多かった。14での鈴本は「ハンサム鈴本」として配信されている。
今でも別れた六道に思いがあり、『2013』では詳しい言及は無いが、六道をデッキキャラにセットしていると、イベントに変化があったり、『2016』では『パワポタ4』に登場した矢部田の呼び出しを勘違いしてしまい「来たか、ひじ・・・。」と答えてしまう場面がある。
猪狩守（いかり まもる）
シリーズの看板的存在。今作ではカイザースのプレイングマネージャー。開始時で29歳。去年の最多勝投手で、日本球界のエースと称される。熟年のファンが多くなった様子。基本的にはキザで高飛車だが、年相応の落ち着きと懐の深さも見られる。もっとも、友沢ルートに登場する「同期のチームメイト」（『10』の主人公か）に対しては相変わらずの口の悪さである。
今作からのオリジナル直球は「ソニックライジング」に進化。ただし年齢による衰えや選手・監督・球団関係者を兼務する多忙な立場からか、個々の投手・野手能力は下がっている。
友沢亮（ともざわ りょう）
『10』以来のレギュラー。カイザースの遊撃手。開始時で26歳。去年の打率と打点でタイトル二冠を獲得し、左右両打席において長打と巧打に優れる恐ろしいまでの打撃センスを持つ。猪狩守を尊敬している。青少年期に経済的な困窮を経験した自らの境遇もあって、精力的に寄付活動を行っている。
橘みずき（たちばな みずき）
『10』以来のレギュラー。キャットハンズの女性投手。開始時で25歳。高校時代は六道とバッテリーを組んでいた。変化球が売り。髪型が変わっているがあるイベントで真相がわかる。
東條小次郎（とうじょう こじろう）
『13』～『15』のメインキャラ。パワフルズの三塁手。開始時で25歳。細身の体格から化け物と言われるほどの打撃飛距離を叩き出す。野球から離れると雰囲気が変わる二重人格の持ち主。怪我で調子を崩していた福家から4番を奪った。
堂城川一朗（どじょうがわ いちろう）
初登場。やんきーずの投手。がっしりとした体格で、豪快な性格。剛速球で相手打者をねじ伏せる。株やネットオークションをやっている。トルネード投法使用。
春日泉美（かすが いずみ）
彼女候補。主人公の実家の隣に住む幼馴染。小学校の先生をしている。本人曰く裁縫は雑巾しかできなくて料理もうまくない。
霜山桐（しもやま きり）
彼女候補。ニュースキャスター。パワプロスポーツを担当。
北条時雨（ほうじょう しぐれ）
彼女候補。勇村、フルの行きつけの店の店員。なお、「北条時雨」は源氏名。
ダイジョーブ博士
シリーズお馴染みのマッドサイエンティスト。
ゲドー
ダイジョーブ博士の助手。(正体は看護士の加藤京子）
ガンダー
シリーズお馴染みの犬。
姫野カレン（ひめの かれん）
「休む」コマンドを使用した際に低確率で現れ、様々なイベントを発生させる。
友沢翔太（ともざわ しょうた）
友沢亮の10歳年下の弟（名前自体は『パワプロ12』で初出）。高校一年生ながらレギュラーで活躍して甲子園制覇の立役者となる。また現役スタープレーヤーである兄の影響もあって話題が高まり、早くもドラフトの目玉としてテレビ出演する。グラフィックがないものの本作ではサクセスキャラとしては使用可能(ポジションは外野手で、兄と同じくスイッチヒッターである)。
- 尚、サクセス中の試合に際しては『10』の福家・館西（パワフルズ）、『10』の半田・鷹野と『12』の霧尾（やんきーず）、『13』の蛇島（カイザース）も登場する（台詞やグラフィックはなく、名前と固有の能力設定のみ）。

### 栄冠ナイン 目指せ名門野球部!
高校野球部の監督になって甲子園を目指すもの。これまでのシリーズのサクセスとは異なり、プレイヤーが試合を操作するのではなく、チームの監督として、部員全員の練習メニューを決めたり、試合時の采配を振ることができる。

#### システム
通常の流れ
練習内容と日数の書かれたカードを選び、双六のようにスケジュール上のパネルを進んでいく。
試合時
通常練習時同様にカード（守備時にはコースの内外や敬遠など、攻撃時にはバッティング方法や盗塁など）を使い指示を出す。選手には「信頼度」というパラメータが設定されており、この信頼度の高さによって成功率が変わる。
戦術が指令できるのは以下の場合。
- 注目選手の打席or注目選手が投手の場合ランナーが出た時
- 4回以降で、ランナーが2塁以降にいる場合
- 7回以降で、ランナーがいる場合
- 9回（試合の決着が付くイニングで、ノーアウト走者なしから始まる）

このほかにも公式戦では延長が15回まで（練習試合は延長なし）あり、この時は味方チームが先攻の時が10回以降15回まで、後攻の時は相手の表の攻撃でランナーが出たときと味方の裏の攻撃を操作することになる。

#### スケジュール
入学式（4月）
新たにゲームをスタートする際にはここから始まる。
毎年入学式ごとに学校の設定ができる。学校名や監督名も変更が可能。
新入部員が追加される。学校の評判によって、部員数が変わる。このときに各新入部員の名前の変更ができる。
夏の大会予選（7月）
1度でも負けてしまうと予選敗退。
敗退した時点で3年生が引退する。
夏の甲子園（8月）
夏の予選を通過したときのみ、出場可能。
優勝もしくは敗退した時点で3年生が引退。
秋の県大会・地方大会（9-10月）
秋の県大会を勝ち残ると地方大会に出場出来る。
ドラフト（10月）
ここで指名されることによって、育ててきた選手がプロ入りする。
指名されるにはスカウトの評価や甲子園での成績が大きく影響するが、人数制限があるため3年生全員の評価が高くても全員プロ入りする事はない。
合宿（7月・12月）
事前にマネージャーから提案を受け入れると発生する。
通常の練習とは違い必ず1コマずつ進む。カードに書かれた特殊能力を覚えられる場合がある。
卒業式（3月）
ドラフトで指名のかかった選手がいた場合、サクセス選手として登録することができる。
ドラフトで指名されなかった選手の進路が決まり、OBとして職人や占い師などの職業について、ゲーム中に登場する。
成績が悪くても、甲子園優勝してもゲームオーバーやエンディングはない。年数の制限もなく、永遠にプレイすることができる。ただし、成績が悪すぎると入部する人員が少なくなるデメリットが存在する。リセットも非常に厳しいペナルティがある。

春の甲子園（3月）
秋の地方大会に勝ち残ると、1月の選考会で選ばれ出場できる。

### ドリームJAPAN ～世界の頂点へ～
- 決定版で新たに登場したシナリオ。実在のワールド・ベースボール・クラシックをモチーフとした試合のみのサクセスモード。
- 日本代表監督に就任した主人公が、前作の決定版と「パワプロ11」の全日本編と異なり、今作ではサクセスキャラではなく、実在のプロ野球12球団の日本人選手[注釈 3]から選抜してドリームチームを結成し、世界一を目指す。

## 評価
『実況パワフルプロ野球14』はファミ通クロスレビューでは9、9、8、8の34点でゴールド殿堂入り。レビュアーは「モードがぎっしりでプレイ感がどっしりとしている」「栄冠ナインが楽しい」とした一方、栄冠ナインのバランスやAIに不満があるとした他、ロードが長めでインストールしてプレイした方がいいとした。
『実況パワフルプロ野球Wii』はファミ通クロスレビュー9、9、8、8の34点でゴールド殿堂入り。レビュアーは「リモパワがきちんと野球をしていてPS2版よりモードが1つ多い、ライトユーザー向け」「ロードもPS2版のHDなしより早い」「ほとんどのモードが全コントローラー対応」とした一方「栄冠ナインはよく考えないと負けが込む」「コンピューターの悪さに悶絶」とした他、スター街道についてキャプテンなしで1プレイ30分ほどと今までにない短さでサクサク遊べるが、CPUが強過ぎる印象があるとした。また、通常のプレイでWiiリモコンの操作ではかなり難しいためクラシックコントローラの使用を勧めた。
決定版は両機種版ともゴールド殿堂入りしている。

## 主題歌
- OPテーマ『Shining Road』歌：MAKI
  - 作詞：MAKI 作・編曲：弓島隆子（コナミ）
  - 登場選手
- 横浜　三浦大輔、石井琢朗、金城龍彦
- 楽天　　礒部公一、田中将大、土谷鉄平
- 広島　浅井樹、前田智徳、黒田博樹
- オリックス　北川博敏、村松有人、吉井理人
- 読売　小笠原道大、高橋由伸
- ロッテ　福浦和也、西岡剛
- ヤクルト　青木宣親、石井一久、高津臣吾、古田敦也
- ソフトバンク　松中信彦、斉藤和巳、小久保裕紀
- 阪神　藤川球児、金本知憲
- 西武　和田一浩、涌井秀章
- 中日　 福留孝介、谷繁元信、岩瀬仁紀
- 日本ハム　森本稀哲、稲葉篤紀

- EDテーマ『Go with the wind ～かけがえのないボクらの日々～』歌：ハルナ
  - 作詞：ハルナ 作・編曲：弓島隆子（コナミ）